# زملكا
زملكا هي بلدة سورية تتبع منطقة مركز ريف دمشق في محافظة ريف دمشق، وهي قريبة جداً من العاصمة دمشق، إذ تقع على مسافة حوالي 6 كيلومترات شرقها فحسب ، 3 كم باتجاه الشرق من ساحة العباسيين وتُمثل جزءاً من الغوطة وبوابة دمشق على الغوطة (الامتداد العمراني الريفي للعاصمة). وهي من أجمل مدن الريف الدمشقي وتم تدميرها بشكل شبه كامل بسبب المعارك الدائرة فيها بين الجيش السوري والجيش السوري الحر والقصف الشديد بالطيران والبراميل المتفجرة والتي اقيم فيها اكبر مجزرة في التاريخ مجزرة القرن وهي مجزرة الكيماوي وقدمت الاف الشهداء 

## السكان
بلغَ عدد سكان المدينة وفقَ إحصاء عام 1981 11,610 نسمة، فيما ارتفعَ بحلول عام 1996 ليصل إلى 26,450، وأخيراً بلغ 44,660 نسمة عام وفق إحصاء عام 2004 لسكان البلاد. وفي آخر إحصائية لعدد السكان في المدينة في 2011 بلغ عدد السكان ما يزيد عن 150 ألف نسمة.

## احتجاجات الأعوام 2011-2012-2013
شاركت البلدة في الحراك الشعبي ضد نظام بشار الأسد في عامي 2011 و 2012، مما عرَّضها للاقتحام الأمني والعسكري مرات كثيرة وتسبَّب بسقوط العديد من القتلى فيها. كما أنها وقعت تحتَ سيطرة الجيش السوري الحر جنباً إلى جنب مع العديد من مدن وبلدات الغوطة الشرقية الأخرى في أواخر شهر يناير عام 2012، ولكنه أجبرَ على الانسحاب من البلدة بعد تعرُّضها لقصف عنيف واندلاع اشتباكات واسعة النطاق فيها بين الجيش السوري والجيش الحر، وانتهى الأمر بوُقوعها مجدداً تحتَ سيطرة قوات النظام في 1 فبراير - زملكا تسيطر عليها قوات الجيش الحر منذ شهر 9/2012 وإلى الآن وتعرضت المدينة إلى الكثير من المجاز أبرزها مجرزرة تفجير سيارة مفخخة في تشييع أحد قتلى المدينة حيث راح ضحيتها 240 شهيد في تاريخ 30/6/2012 ومجزرة شهر 8 /2012 حيث حدث اقتحام للمدينة وذبح أكثر من 73 شخص بينهم نساء وأطفال وتعرضت المدينة أيضا لأقبح مجزرة في الثورة السورية مجزرة الكيماوي حيث راح ضحيتها أكثر من 700 مدني من زملكا أغلبهم نساء وأطفال وفي آخر إحصائية لعدد شهداء المدينة في أواخر 2013 بلغ عدد شهداء المدينة أكثر من 1300 شهيد.

### مجزرة زملكا
أثناء تشييع الناشط «عبد الهادي الحلبي» في بلدة زملكا في 30 يونيو سنة 2012 وقع انفجار وسط المتظاهرين، أدى إلى سقوط أكثر من 500 قتيلاً ومئات الجرحى، كما تعرَّضت البلدة لقصف باستخدام المروحيات العسكرية.